# Droga wojewódzka 428
Die Droga wojewódzka 428 (DW 428) ist eine einen Kilometer lange Droga wojewódzka (Woiwodschaftsstraße) in der polnischen Woiwodschaft Opole, die in Dąbrówka Górna verläuft. Die Strecke liegt im Powiat Krapkowicki.

## Streckenverlauf
Woiwodschaft Opole, Powiat Krapkowicki
-  Dąbrówka Górna (Dombrowka a./Oder) (A 4, DK 45, DW 415)